# پال بی. نادی
پال بی. نادی (انگلیسی: Pál B. Nagy؛ زادهٔ ۲ مهٔ ۱۹۳۵) شمشیرباز اهل مجارستان بود.
وی در مسابقات کشوری و بین‌المللی در مجموع برندهٔ ۱ مدال طلا شده‌است.